# Греко-римская борьба на летних Олимпийских играх 1932 — до 66 кг
Соревнования по греко-римской борьбе в рамках Олимпийских игр 1932 года в лёгком весе (до 66 килограммов) прошли в Лос-Анджелесе с 4 по 7 августа 1932 года в Grand Olympic Auditorium.
Турнир проводился по системе с начислением штрафных баллов. За чистую победу штрафные баллы не начислялись, за победу по очкам борец получал один штрафной балл, за поражение — три штрафных балла. Борец, набравший пять штрафных баллов, из турнира выбывал.  Тот круг, в котором число оставшихся борцов становилось меньше или равно количеству призовых мест, объявлялся финальным, и борцы, вышедшие в финал, проводили встречи между собой. В случае, если они уже встречались в предварительных встречах, такие результаты зачитывались. Схватка по регламенту турнира продолжалась 20 минут.
В лёгком весе боролись всего 6 участников. Явными фаворитами были 35-летний ветеран, бронзовый призёр Олимпийских игр 1924 и серебряный призёр игр 1928 года в полулёгком весе, чемпион Европы 1929 года в лёгком весе по вольной и 1930 года по греко-римской борьбе Эрик Мальмберг и трёхкратный чемпион Европы (1927, 1929, 1931) Эде Шперлинг. Однако жребий их свёл в первой же встрече, где уступил Шперлинг, и под грузом штрафных очков, из турнира выбыл, впрочем с бронзовой медалью. Мальмберг в финале победил ранее неизвестного датчанина Абрахама Курланда.

## Призовые места
- Эрик Мальмберг
- Абрахам Курланд
- Эде Шперлинг

## Первый круг
| Штрафных баллов | Участник 1      | Результат    | Участник 2      | Штрафных баллов |
| --------------- | --------------- | ------------ | --------------- | --------------- |
| 1               | Эрик Мальмберг  | По очкам     | Эде Шперлинг    | 3               |
| 0               | Аарне Рейни     | Туше (10:00) | Сильвио Тоцци   | 3               |
| 0               | Абрахам Курланд | Туше (3:39)  | Ёнэити Миядзаки | 3               |

## Второй круг
| Штрафных баллов | Участник 1      | Результат | Участник 2      | Штрафных баллов |
| --------------- | --------------- | --------- | --------------- | --------------- |
| 2               | Эрик Мальмберг  | По очкам  | Аарне Рейни     | 3               |
| 4               | Эде Шперлинг    | По очкам  | Абрахам Курланд | 3               |
| 3               | Ёнэити Миядзаки | Неявка    | Сильвио Тоцци   | 6               |

## Третий круг
| Штрафных баллов | Участник 1      | Результат   | Участник 2      | Штрафных баллов |
| --------------- | --------------- | ----------- | --------------- | --------------- |
| 2               | Эрик Мальмберг  | Туше (3:25) | Ёнэити Миядзаки | 6               |
| 5               | Эде Шперлинг    | По очкам    | Аарне Рейни     | 6               |
| 3               | Абрахам Курланд | Пропускал   |                 |                 |

## Финал
| Штрафных баллов | Участник 1     | Результат | Участник 2      | Штрафных баллов |
| --------------- | -------------- | --------- | --------------- | --------------- |
| 3               | Эрик Мальмберг | По очкам  | Абрахам Курланд | 6               |